# Malak Sukkar
Malak Sukkar (en árabe: ملك سكر‎, 27 de diciembre de 1930 – 18 de noviembre de 1992) fue una actriz siria.

## Biografía
Malak Sukkar nació en Damasco en 1930. Empezó a trabajar en la industria cinematográfica en 1964. Apareció en 38 películas sirias. A los 61 años, murió de un accidente cardiovascular en 1992.

## Filmografía
- Abu Kamel (1991)
- Al-Kheshkhash' (1991)
- Hasad Al-sanin (1985)
- Maraya (1982)
- Al Haras (1981)
- Sari (1977)
- Bentol Badiah (1972)